# Miritari!
Miritari! (みりたり！?) è un manga yonkoma di Mamo Williams. La serie, una commedia d'azione con comici elementi di genere militare, è stata pubblicata da Ichijinsha dal 2008 sulla rivista Palette; sulla stessa testata viene diffusa l'opera sequel di Military!: Miritari! Otsugata (みりたり！乙型?).
Il manga è stato adattato in serie televisiva anime nel 2015 dagli studi Creators in Pack, Dream Creation e Dax Production; Hiroshi Kimura è stato incaricato della regia, mentre Fūga Hatori si è occupato della sigla, composta dal brano Militarism!.

## Trama
Sohei Yano è un liceale qualunque che una sera riceva la visita di due militari dello stato di Krakozhia, Lutgalnikov e Haruka, le quali sfondano le pareti di casa sua con un carro armato; dalle due Sohei apprende di essere in pericolo, dato che suo padre, da semplice salaryman è diventato l'eroe della nazione di Krakozhia, ora in guerra col vicino stato di Grania. Costretto perciò a convivere con le due straniere e a proteggersi alla bell'e meglio, data l'inefficienza delle sue due guardie del corpo, Sohei rimane coinvolto in molti malintesi e siparietti comici - anche di genere ecchi - con le coinquiline e i personaggi di Grania, come la pigra sergente Shakirov o il bonario Ossan, giunti in Giappone con l'obiettivo di eliminarlo.

## Personaggi

Lutgalnikov e Haruka fanno irruzione in casa di Sōhei

Sōhei Yano (矢野 宗平?, Yano Sōhei)
Doppiato da Yoshitaka Yamaya
Liceale, figlio di Soichi Yano e per questo in pericolo di vita: suo padre è infatti diventato, suo malgrado, l'eroe più celebre della nazione di Krakozhia. Proprio da questo paese indebitato con la sua famiglia giungono le sue pasticcione guardie del corpo: Lutgalnikov, Haruka e poi Aria.
Tenente Lutgalnikov (ルトガルニコフ中尉?, Rutogarunikofu Chūi)
Doppiata da Nao Tōyama
Vivace ed impulsiva tenente di Krakozhia. I suoi modi poco ortodossi vengono spesso ripresi dalla sottotenente Haruka, compagna nella missione che vede le due militari nelle vesti di guardie del corpo di Sohei. Le sue armi preferite sono fucili a pompa Remington 870 e bazooka; insieme alla sottotenente Haruka guida un carro armato T-34.
Sottotenente Haruka (ハルカ少尉?, Haruka Shōi)
Doppiata da Ayane Sakura
Sottoposta di Lutgalnikov e sua compagna nella missione che le vede impegnate a proteggere la vita di Sohei Yano. La coabitazione col ragazzo le crea spesso disagi e la vede coinvolta non di rado in equivoci e in panchira più o meno velati. Sempre munita di granate, Haruka predilige usare fucili Remington 700.
Colonel Aria (アリア・グラスマン大佐?, Aria Gurasuman Taisa)
Doppiata da Misaki Suzuki
Diretta superiore di Lutgalnikov e Haruka, Aria è specializzata nel lancio dei coltelli e nel combattimento corpo a corpo, capacità spesso nascoste sotto un'apparenza ingenua ed amichevole. Aria è particolarmente affettuosa nei confronti delle sottoposti e di Sohei, a quest'ultimo non nasconde - nonostante la goffaggine - i propri sentimenti e la propria infatuazione.
Yukari Mizuno (水野 ゆかり?, Mizuno Yukari)
Doppiata da Ayano Terasaki
Vicina di casa di Sohei, ama le giovani loli che vivono e frequentano la casa del giovane. Quando l'inviata di Grania, la sergente Shakirov, giunge in Giappone e fallisce i suoi primi attentati alla vita del liceale, Yukari decide di accogliere nella propria casa la giovane assassina. Successivamente permette alla convivente di tenere come animale domestico il militare di Grania inviato come rinforzo, il caporale Grue.
Sergeant Shakirov (シャチーロフ軍曹?, Shachiirofu Gunsō)
Doppiata da Inori Minase
La sergente Shakirov è una temibile assassina di Grania, sua arma prediletta sono le microguns, ma a tradire la sua abilità è la sua indole pigra e il timore di Yukari, sua ospite e padrona di casa. Contrastata dalle militari di Krakozhia, Shakirov può fare affidamento su due suoi alleati compatrioti: Grue e Ossan.
Ossan (おっさん?)
Doppiato da Takaya Kuroda
Veterano dell'esercito di Grania ed alleato di Shakirov, sembra manifestare un certo interesse romantico verso Yukari, che tuttavia preferisce relegarlo nel capanno degli attrezzi in giardino durante l'opera di ricostruzione della casa di Sohei. Ultimata la nuova casa, Ossan si stabilisce dal giovane.
Grue (グルー?,  Gurū)
Doppiato da Takahiro Sakurai
Inviato come rinforzo alla sergente di Grania Shakirov, Grue pur di essere accettato nella casa di Yukari preferisce prendere il nome di "Pochi" e comportarsi come un animale da compagnia.
Sōichi Yano (矢野 宗一?, Yano Sōichi)
Doppiato da Chō
Padre di Sohei ed eroe di Krakozhia, per sua stessa ammissione, per caso. A causa dei suoi successi militari, che hanno portato il suo nuovo paese adottivo ad una posizione di vantaggio nella guerra contro Grania, ha posto in pericolo la vita del figlio.